# Котомка (Балезинский район)
Кото́мка — деревня в Балезинском районе Удмуртии. Входит в состав Кестымского сельского поселения.

## География
Деревня находится на северо-востоке республики, на расстоянии примерно 8 км (по прямой) к северо-западу от посёлка Балезино, административного центра района.

### Часовой пояс
Деревня Котомка как и вся Удмуртия, находится в часовой зоне МСК+1. Смещение применяемого времени относительно UTC составляет +4:00.

## Население
| 2010 | 2012 | 2014 |
| ---- | ---- | ---- |
| 47   | ↘45  | ↗49  |

### Национальный состав
Согласно результатам переписи 2002 года, в национальной структуре населения удмурты составляли 98 % из 57 чел.